# Francisco López Fernández
Francisco José López Fernández (Silla, 9 september 1967) is een Spaanse trainer, ook bekend onder de naam Pacolo en Paco López. Als voetballer speelde hij achtereenvolgens voor Valencia CF, CD Torrent, Hércules CF, Levante UD, CD Castellón, Real Murcia en Benidorm CF
Zijn carrière als trainer startte hij bij de jeugdploegen van Villarreal CF waarna hij tijdens het seizoen 2004-2005 doorgroeide tot de C ploeg. Het daaropvolgende seizoen verhuisde hij naar Catarroja CF, waar hij drie jaren blijft. Op het einde van het seizoen 2007-2008 dwong hij de promotie naar de Segunda División B af.
Dit ging niet ongemerkt voorbij waarna hij zijn eerste grote uitdaging kende bij Benidorm CF, dat uitkwam in de Segunda División B. Hij bleef één seizoen actief bij deze kustploeg, waarna hij verhuisde naar reeks- en streekgenoot CD Alcoyano, dat net de promotie naar Segunda División A gemist had. Na anderhalf seizoen werd hij ondanks een derde plaats ontslagen.
Het volgende seizoen 2011-2012 zal hij op één niveau hoger actief zijn bij FC Cartagena (Segunda División A), waar hij de succesvolle trainer Juan Ignacio Martínez Jiménez verving. Na een desastreus begin met de eerste vier competitie wedstrijden afgesloten met verlies en de onmiddellijke uitschakeling in de beker, werd hij op maandag 19 september 2011 bedankt voor zijn diensten. Hij werd dezelfde dag nog vervangen door Francisco Javier López Castro.
Einde oktober 2012 kwam hij terecht bij een ploeg uit de Segunda División B, namelijk Valencia CF Mestalla. Toen hij de ploeg overnam van Sergio Ventosa stond ze er heel slecht voor. Op het einde van het seizoen kon hij de ploeg uit Valencië net van de degradatie redden. Hij verlengde echter niet.
Tijdens de maand november 2013 keerde hij terug bij Villarreal CF C, een ploeg die op dat ogenblik na 1 overwinning, 4 gelijke spelen en 8 verlieswedstrijden op de laatste plaats stond van Groep 6 van de Tercera División. Hij nam de fakkel over van Eder Sarabia. Op het einde van het seizoen zou de ploeg op de dertiende plaats eindigen en zo hun behoud kunnen bewerkstelligen.
Nadat Lluís Planagumà niet verlengde, nam hij in juli 2014 het roer over bij Villarreal CF B, een ploeg uit de Segunda División B. Hij zou er in totaal drie seizoenen blijven. Tijdens het eerste seizoen 2014-2015 eindigde de ploeg op een mooie tiende plek. Tijdens het seizoen 2015-2016 behaald hij met de ploeg het beste resultaat met 71 punten en zo eindigend op de tweede plaats eindigen en zich plaatsen voor de eindronde. De ploeg werd echter in de eerste ronde van deze eindronde uitgeschakeld door UD Logroñés. Het laatste seizoen 2016-2017 eindigde de ploeg met een vijfde plaats net uit de eindronde.
Voor het seizoen 2017/18 trok hij naar een andere B-ploeg Atlético Levante, het tweede elftal van Levante UD, uit Tercera División. Toen de resultaten van het eerste team achterbleven, werd Juan Ramón López Muñiz ontslagen en werd López gepromoveerd tot coach van het eerste team van Levante, nieuwkomer in de Primera División. Na het behalen van de vijftiende plaats, dat het behoud betekende, werd in mei 2018 zijn contract met een jaar verlengd. Ook het seizoen 2018/19 werd op de vijftiende plaats afgesloten. Ook de drie daaropvolgende seizoenen zou hij de ploeg leiden. Het seizoen 2019/20 werd met een twaalfde plaats afgesloten en het seizoen 2020/21 met een veertiende. Het seizoen 2021/22 kende een slechte start en na vier gelijke spelen en vier verloren wedstrijden werd hij op 4 oktober 2021 ontslagen. Hij werd vervangen door Javier Pereira Megía, maar deze hield het zelf maar vol tot 30 november na het behalen van een drie op eenentwintig. Hij werd op zijn beurt vervangen door de Italiaan Alessio Lisci.
Op 9 november 2022 werd hij aangesteld bij Granada CF, waar hij de ontslagen Aitor Karanka kwam vervangen. Op het einde van het seizoen leverde hij de ploeg het kampioenschap en zo coachte hij vanaf 2023-2024 weer op het hoogste Spaanse niveau. De start was echter heel slecht waardoor hij op 26 november 2023 ontslagen werd.
Op 1 juni 2024 nam López over bij Cádiz CF en dit van de ontslagen Mauricio Pellegrino. De ploeg was net gedegradeerd zodat hij vanaf 2024-2025 weer op het tweede niveau trainde.